# Superstar - Vol. 2
Superstar - Vol. 2 è una raccolta del cantante italiano Nino D'Angelo, pubblicata nel 1998 dalla Butterfly Music.

## Tracce
1. Fra Cinquant'Anni
2. Mani Gelate
3. Mio caro pubblico
4. Annamaria
5. Sotto 'e stelle
6. Amore provvisorio
7. Stasera si' cchiù bella
8. Racconto d'amore
9. Batticuore
10. Celebrità
11. Maledetto Treno
12. L'anniversario
13. Canzona mia